# ГЕС-ГАЕС Вуглан
ГЕС-ГАЕС Вуглан — гідроелектростанція на південному сході Франції, споруджена на річці Ен (права притока Рони), яка дренує південну частину Юри. Є найпотужнішою у складі каскаду на Ені, в якому знаходиться між ГЕС Blye та ГЕС Saut-Mortimer.
Для роботи станції Ен перекрили арковою бетонною греблею висотою 130 метрів, довжиною 427 метрів та товщиною від 6 до 25 метрів, на спорудження якої пішло 535 тис. м3 матеріалу. Вона утворила витягнуте по долині річки на 35 км водосховище Вуглан з об'ємом 605 млн м3 (корисний об'єм 425 млн м3).
Машинний зал ГЕС, введеної в експлуатацію у 1969 році, обладнали трьома турбінами типу Френсіс загальною потужністю 76 МВт, які працюють при напорі в 97 метрів. Крім того, вже за кілька років для роботи в режимі гідроакумуляції їх доповнили оборотною турбіною того ж типу потужністю 64 МВт.
Окрім гідроенергетичної функції, водосховище Вуглан відіграє важливу протиповеневу роль.